# Hemictenius walteri
Hemictenius walteri är en skalbaggsart som beskrevs av Edmund Reitter 1889. Hemictenius walteri ingår i släktet Hemictenius och familjen Melolonthidae. Inga underarter finns listade i Catalogue of Life.